# 韋德斯科倫嶺
72°3′S 3°56′E / 72.050°S 3.933°E
韋德斯科倫嶺是南極洲的山嶺，位於東部南極洲的毛德皇后地，屬於穆利格-霍夫曼山脈的一部分，處於霍赫林山西北面，該山峰由挪威的製圖師根據測量和空中照片繪入地圖。